# Libertad (album)
Libertad je drugi studijski album američke rock grupe Velvet Revolver.
Album je objavljen 3. srpnja 2007. "Libertad" u prijevodu sa španjolskog znači "sloboda"
Libertad je zadnji album Velvet Revolvera u kojem je Scott Weiland bio pjevač.

## Izdavanje i promocija albuma
Sastav je album najavio još 2005., kada je pjevač (sada bivši) Scott Weiland rekao da sastav planira snimanje konceptualnog albuma.
Iako nije bilo sigurno da li će sastav stvarno snimati konceptualan album, sastav je angažirao glazbenog producenta Ricka Rubina i nakon nekog vremena raskinuli ugovor s njime smatravši kako nije dovoljno dobar i počeli raditi s Brendanom O'Brienom.
Snimanje je započeto 11. prosinca i trajalo nekoliko mjeseci. A cijeli proces snimanja albuma prikazan je na videoblogovima sastava.
Libertad je pušten u prodaju s posebnim dodatkom - 10 minutnim video sadržajem o snimanju albuma.
Na promociju albuma, sastav se ukrcao na turneju po Južnoj Americi zajedno s Aerosmithom. Na zadnjem koncertu okupilo se oko 70,000 ljudi.
Nedugo nakon toga krenuli su na turneju po Sjevernoj Americi. Također, svirali su na raznim velikim glazbenim festivalima kao što je Download festival.
Ponovno su krenuli na turneju po Sjevernoj Americi, ovoga puta s Alice in Chains. Kasnije su imali turneje po Europi i Aziji.
Pjesma "American Man" je bila korištena u reklamiranju popularne američke serije Zakon Braće (Prison Break).

## Kritike
Iako je album dočekan s nestrpljenjem mnogih obožavatelja, nije ispunio sva očekivanja, kako obožavatelja tako i kritičara.
U usporedbi s višeplatinastim albumom Contraband (album) Libertad je ocjenjen kao komercijalno razočaranje za sastav.
Unatoč tome,album je ostvario dobar uspjeh dobivši zlatnu ploču u Novom Zelandu. Također na Engleskim top listama album je ostvario uspjehe.
Rolling Stone je albumu dao dobre kritike pohvalivši Slashove gitarske dionice.

## Slika
Slika na albumu je stiliziran novčić od 10 Čileanskih pesosa koji je bio u optjecaju od 1976. do 1991.
Kasnije, u jednom intervjuu, Slash je izjavio kako je ideja za sliku došla s privjeska na lančiću Slashovog prjatelja. 
Rekao je i da nije znao što slika znači sve do koncerta u Brazilu. Također slika podsjeća na logo Led Zeppelina sastav koji Slash jako voli.

## Popis pjesama
Sve pjesme napisali su: Scott Weiland, Slash, Dave Kushner, Duff McKagan i Matt Sorum osim 10.
1. "Let It Roll" - 2:33
2. "She Mine" - 3:25
3. "Get Out the Door" - 3:14
4. "She Builds Quick Machines" - 4:04
5. "The Last Fight" - 4:03
6. "Pills, Demons & Etc." - 2:54
7. "American Man" - 3:56
8. "Mary Mary" - 4:34
9. "Just Sixteen" - 3:59
10. "Can't Get It Out of My Head" (Jeff Lynne) - 3:58
  - ELO cover
11. "For a Brother" - 3:26
12. "Spay" - 3:06
13. "Gravedancer" - 4:32 (actual track time 8:42) 
  - Sadrži skrivenu pjesmu "Don't Drop That Dime" (3:59) počinje u 04:43. minuta
14. "Gas and a Dollar Laugh
15. "Messages"
16. "Psycho Killer
  - Talking Heads cover

## Zasluge
- Scott Weiland - Vokal, klavijature
- Slash - Vodeća gitara
- Dave Kushner - Ritam gitara
- Duff McKagan - Bas
- Matt Sorum - Bubnjevi, udaraljke